# 앤 블라이스
앤 블라이스(Ann Blyth, 1928년 8월 16일 ~ )는 미국의 배우, 가수이다. 할리우드 황금기에 왕성히 활동했으며 다수의 헐리우드 뮤지컬 작품에 출연했다. 영화 《밀드레드 피어스》의 베다 피어스 역으로 아카데미 여우조연상 후보에 오르기도 했다.

## 출연 작품
- 형사 Q (1976)
- 헬렌 모건 스토리 (1957)
- 키스밋(영어판) (1955)
- 황태자의 첫사랑 (1954)
- 로즈 마리 (1954)
- 형제는 용감했다 (1953)
- 세계를 그의 품안에 (1952)
- 더 골든 호드 (1951)
- 위대한 카루소 (1951)
- 탑 오 더 모닝 (1949)
- 원스 모어 마이 다링 (1949)
- 여인의 복수 (1948)
- 인어의 노래 (1948)
- 잔인한 힘 (1947)
- 스웰 가이 (1946)
- 밀드레드 피어스 (1945)